# Internationale Cricket-Saison 1987
Die internationale Cricket-Saison 1987 fand zwischen April 1987 und September 1987 statt. Als Sommersaison wurden vorwiegend Heimspiele der Mannschaften aus Europa ausgetragen.

## Überblick

### Internationale Touren
| Beginn         | Heimteam  | Auswärtsteam | Resultate | Resultate | Artikel |
| Beginn         | Heimteam  | Auswärtsteam | Test      | ODI       | Artikel |
| -------------- | --------- | ------------ | --------- | --------- | ------- |
| 16. April 1987 | Sri Lanka | Neuseeland   | 0–0 [3]   |           | Artikel |
| 21. Mai 1987   | England   | Pakistan     | 0–1 [5]   | 2–1 [3]   | Artikel |

### Internationale Touren (Frauen)
| Beginn        | Heimteam | Auswärtsteam | Resultate | Resultate | Artikel |
| Beginn        | Heimteam | Auswärtsteam | WTest     | WODI      | Artikel |
| ------------- | -------- | ------------ | --------- | --------- | ------- |
| 28. Juni 1987 | Irland   | Australien   |           | 0–3 [3]   | Artikel |
| 16. Juli 1987 | England  | Australien   | 0–0 [3]   | 1–1 [3]   | Artikel |

## Nationale Meisterschaften
Aufgeführt sind die nationalen Meisterschaften der Full Member des ICC.
| Land    | First-Class                  | List A              |
| ------- | ---------------------------- | ------------------- |
| England | County Championship 1987     | NatWest Trophy 1987 |
|         | Refuge Assurance League 1987 |                     |
|         | Benson and Hedges Cup 1987   |                     |